# Altmünster
Altmünster là một thị xã có cự ly khoảng 3 kilômét về phía nam của Gmunden bang Oberösterreich, Đức, toạ lạc bờ tây của Traunsee. Kinh tế địa phương chủ yếu là du lịch và công nghiệp nhẹ. Đô thị này có diện tích 79 km2, dân số cuối năm 2005 là 9624 người.